# راي ستيفنز (مغني)
راي ستيفنز (بالإنجليزية: Ray Stephens)‏ هو مغني أمريكي، ولد في 14 ديسمبر 1954 في ساوث كواتسفيل في الولايات المتحدة، وتوفي في 4 أكتوبر 1990 في مورينو فالي في الولايات المتحدة.

## وصلات خارجية
- راي ستيفنز على موقع IMDb (الإنجليزية)
- راي ستيفنز على موقع ميوزك برينز (الإنجليزية)
- راي ستيفنز على موقع ديسكوغز (الإنجليزية)
- راي ستيفنز على موقع قاعدة بيانات الفيلم (الإنجليزية)